# エウスカル・エリア・ビルドゥ
エウスカル・エリア・ビルドゥ（バスク語: Euskal Herria Bildu、EH Bildu）は2012年創設で左翼愛国主義を掲げるバスク州とナバーラ州を拠点にするスペインの選挙連合体。2014年4月1日内務省の政党登録名簿に登録された。
構成党派はソルトゥ、エウスコ・アルカルタスナ、アララル、アルテルナティバで、そのほかにさまざまな個人が参加している。

## 起源
エウスカル・エリア・ビルドゥ（EH Bildu）はエウスコ・アルカルタスナ（EA）、アララル、アルテルナティバなどの政党、そして左翼愛国主義者（左翼愛国主義とは最終的に非合法化され、その後ソルトゥを設立したバタスナの擁した政治思想）による合意に基づいて創設された。2011年の総選挙での、前例となった選挙連合アマユールや同年の自治体選挙、バスク県議会選挙、ナバーラ州選挙においてアララルは参加しなかったビルドゥとほぼ同じメンバーが結集した。
2012年6月10日サン・セバスティアンにおいてEH Bilduの設立が公に発表された。式典には多くの人に交じって、バタスナの元メンバーのルフィ・エチェベリア（Rufi Etxeberria）とジョセバ・ペルマチ（Joseba Permach）、EAの書記長ページョ・ウリサール（Pello Urizar）、アララルの責任者パチ・サバレタ（Patxi Zabaleta）、アルテルナティバの代表オスカル・マトゥーテ（Oskar Matute）とビルドゥ所属のギプスコア県議会議長（Diputado General de Guipúzcoa）マルティン・ガリターノ（Martín Garitano）が列席した。
日刊紙ガラからソルトゥが、憲法裁判所による合法判決後に選挙連合に参加するとの選考報道があるが、2012年7月11日の新聞報道の中でソルトゥの代表が参加を確認したものの、この参加はバスク自治州議会選挙の前倒しての実施により、前述の政党の構成についての議論の過程と一致させるために最終的には後回しにされた。

## 2012年バスク自治州議会選挙

### 候補者

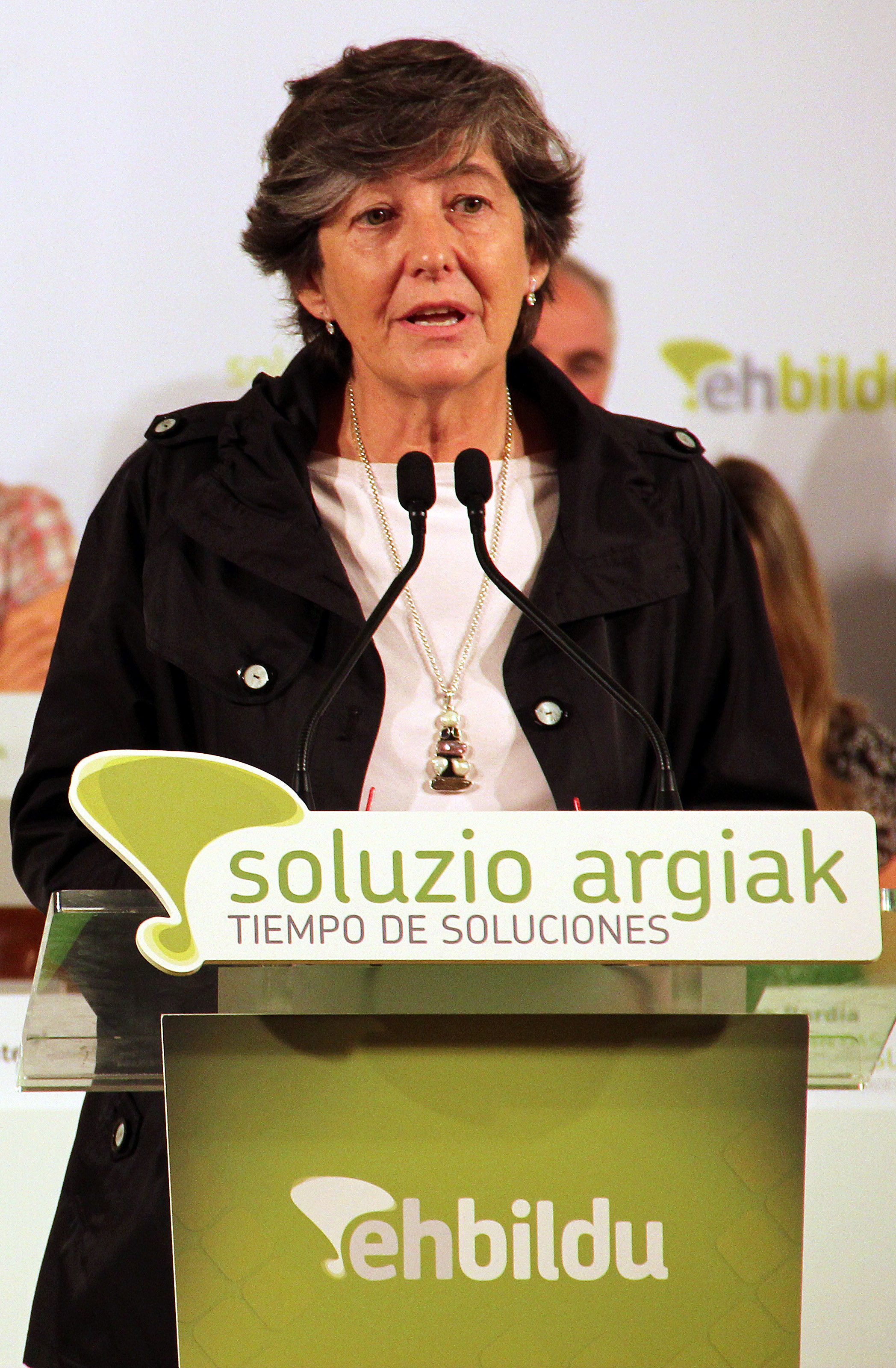
EH Bilduのバスク自治州政府首相候補に選出されたラウラ・ミンテギ。

2012年6月3日、作家で大学教員であるラウラ・ミンテギ（Laura Mintegi）が同年10月21日の自治州選挙においてバスク自治州首相（レンダカリ）候補として出馬することが発表された。ミンテギは以前にも、2011年の総選挙においてアマユールのビスカヤ県のリストで上院の、また1987年と1989年の欧州議会選挙ではエリ・バタスナ（HB）のリストから出馬していた。アラバ県とギプスコア県の選挙連合の候補者リストの筆頭には労働組合STEE-EILASの代表ベレン・アロンドとバスク大学の教授シャビエル・イサシが据えられた。
ビスカヤ県の候補者リスト筆頭はラウラ・ミンテギで、次いで左翼愛国主義主義から代表のマリビ・ウガルテブル（Maribi Ugarteburu、アモロトの元首長（1999年ー2005年）で、Udalbiltzaの代表でもあり、この職責は最高裁で起訴され、その他の「民族主義、しかし非テロリストプロジェクト」として起訴されたものと同様に最終的に赦免された。）、EAの執行委員会財政担当書記のレイレ・ピネード、アララルの副代表ダニエル・マエツ（Daniel Maeztu）、アルテルナティバの代表オスカル・マトゥーテ（Oskar Matute）となった。候補者リスト8番目にはエリ・バタスナ（Herri Batasuna、HB）の元執行委員会メンバーでEHとバタスナに所属するジョネ・ゴイリセライア（es:Jone Goirizelaia）が登録された。彼女は15年間HB、EH、ソシアリスタ・アベルツァレアク（社会主義的愛国者の意）などからバスク自治州議会議員に選出されており、日常的には最高裁法廷でテロリストグループエウスカディ・タ・アスカタスナ（ETA）とバタスナの構成員の弁護士をしている。
また、候補者リストにはアルガラ（Argala）の伝記やETAについて多くの著作を発表した作家で、エキンのメンバーであることによって7年半の間収監され2011年に出所した（また以前には武装集団への参加、左翼愛国主義のデモの組織、収監されたETAメンバーの保釈金のための資金を集めるという理由で収監され、またサボタージュ行動や「カレ・ボロカ」と呼ばれたバタスナの非合法化に反対する街頭での破壊活動を組織化したという理由で逮捕された）イケル・カサノーバ・アロンソの名もあった。候補者リスト12番目はカスカゴリ（2011年11月のビルバオ第4号行政訴訟裁判所の判決では囚人たちの写真の展示はテロリズムを称賛するものとは限らないし、また集団行進は許可されたにもかかわらず、
2011年のビルバオの夏祭り期間中に、テロ行為によって罪に問われた犯罪者を称賛するものであるとして最高裁によって禁じられた、収監されたETAメンバーを称える一連の集団行進を計画した）のメンバーであるアンドニ・ロッホであった。リストの最後にはバスク自治州議会の元議員で、エリ・バタスナから下院議員に選出されたペドロ・ソラバリア（Pedro Solabarria）の名が記された。
ギプスコア県のリストにはシャビエル・イサシのほかには、県政府の通信担当相でEAの書記長ページョ・ウリサール（Pello Urizar）、自治体エルナニの元首長でバスク民族主義行動（ANV）のマリアン・ベイティアラランゴイティア（Marian Beitialarrangoitia、2008年テロリズムを称賛したことによって告発されるも、最終的に2010年に最高裁判所によって赦免された）、アララールの書記レベッカ・ウベラ、教師で技術者のルル・エチェベリアが載せられた。アラバ県のリストにも1998年の自治州選挙でエウスカル・エリアタロクから出馬した左翼愛国主義のアシエール・アライス・バルバディージョ（Hasier Arraiz Barbadillo）や、自治体アムリオのビルドゥ選出議員で、ETAのJulen Arzuaga Gumuzioやアララルのメンバーのイゴル・ロペス・デ・ムナインなどの収監者の弁護士のエバ・クリスティーナ・ブランコ・ロドリゲス（Eva Cristina Blanco Rodríguez）の名が見られた。
候補者リストの作成のために、選挙連合各構成党派は候補者の割合について交渉した。その結果、左翼愛国主義が候補者の60%を、EAが20%、アララルが13%、アルテルナティバが7%と決まった。

### 支持
また連合体に参加した諸団体、例えばスティクの解党によって現れた反資本主義政党ゴリペデア（Gorripidea）は2012年の州議会選挙においてEH Bilduへの投票を呼び掛けたし、プラットフォームStop Desahucios de Bizkaia、ベルデアク＝グルーポ・ベルデ・エウスカディ（緑の党）、ETAと左翼愛国主義の収監者を支援する団体のColectivo de Presos Políticos Vascos（バスク政治犯団体、EPPK）、そのほかにも2011年にアマユールの支持を呼びかけた、例えばエラバキ（Erabaki）やエウスカル・エリコ・コムニスタク（Euskal Herriko Komunistak、EHK）などの団体も支持を呼びかけた。

### 選挙結果
最終的に277,923票（25.0%）を得、21議席を獲得した。この結果を経てEAには5議席（Pello Urizar、Juanjo Agirrezabala、Arritokieta Zulaika、Leire Pinedo Bustamante、Eva Blanco de Angulo）が、アララルには3議席（Rebeka Ubera、Igor López de Muniain、Daniel Maeztu）、アルテルナティバには2議席（Oskar MatuteとDiana Urrea）が割り当てられたが、その後EAのArritokieta ZulaikaがアルテルナティバのArturo Muñozに変更となった。選挙区別ではギプスコア選挙区では得票率32.2%で首位（9議席）、アラバ選挙区（22.1%で6議席）とビスカヤ選挙区（21.5%%で6議席）では2位という結果であった。

## 2014年欧州議会選挙

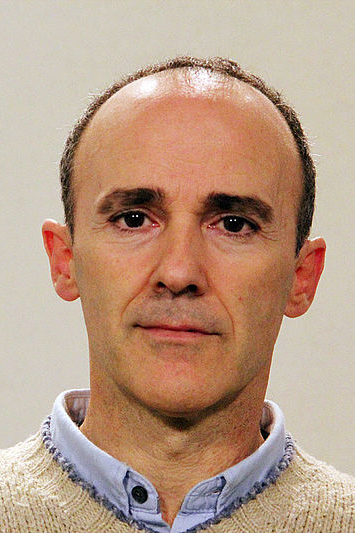
2014年の欧州議会選挙で諸民族の決定の候補者リスト筆頭となったジョス・ジュアリスティ。

2013年末エウスカル・エリア・ビルドゥは2014年5月25日に行われる欧州議会選挙に、スペインの全自治勢力を結集した候補者リストで参加する意志のあることを発表した。選挙に対することとビルバオでの世界経済フォーラム開催を契機に、2014年3月2日選挙連合はアイルランドのシン・フェイン党（Sinn Féin）、ギリシャの急進左派連合（Syriza）、ドイツの左翼党（Die Linke）、ポルトガルの左翼ブロック（BE）、ガリシア民族主義ブロック（BNG）などの参加を得て同市で国際会議を開催した。
カタルーニャ共和主義左翼（ERC）が独自候補を擁立することと、人民統一候補（CUP）とノス＝ウニダーデ・ポプラール（Nós-UP）の不参加が明らかになると、EH Bilduは最終的にBNG、Puyalón、Andecha Astur、Alternativa Nacionalista Canariaと人民の統一（UP）らとともに選挙連合諸民族の決定を結成した。候補者リスト筆頭は日刊紙ガラの元編集長Josu Juaristiで、326,464票（2.08%）を獲得、1議席を獲得した。EH Bilduの候補者Josu Juaristiは最初の3年半欧州議員として活動し、残りの期間はBNGの候補者アナ・ミランダ・パス（Ana Miranda Paz）が引き継ぐこととなった。人民の決定はギプスコア県では31.69%の得票で第一党、アラバ県では19.86%の得票で初めて第一党となった。また、ビスカヤ県では20.25%、ナバーラ州では20.21%の得票で第2党の成績であった。
欧州議会内の所属については欧州自由同盟のメンバーであるアララルやエウスコ・アルカルタスナと、選挙キャンペーン中ソルトゥが欧州統一左派・北方緑の左派同盟(GUE-NGL)への加入について言及していたためEH Bildu内で論争が沸き起こった。議席の獲得後ジョス・ジュリアスティ（Josu Juaristi）は、民族自決権を守るための政策のために欧州緑グループ・欧州自由連盟と「優先的な関係」を維持し続けると声明した
が、会派としてはGUE-NGLへ加入した。